# نایجل فراژ
نایجل پائول فَراژ (انگلیسی: Nigel Paul Farage;‎/ˈfærɑːʒ/‎؛ زادهٔ ۳ آوریل ۱۹۶۴) سیاست‌مدار بریتانیایی و  نماینده مجلس عوام از حوزه انتخابیه کلَکتون از سال ۲۰۲۴ است. فَراژ همچنین رهبر کنونی حزب راستگرا و پوپولیستی ریفُرم یوکِی از سال ۲۰۲۴ و نیز رهبر سابق احزاب حزب برگزیت و یوکیپ بوده است.
فراژ از جمله اعضای مؤسس حزب یوکیپ است که در پی امضای پیمان اتحادیه اروپا در سال ۱۹۹۲ حزب محافظه کار را ترک کرد. او پس از مبارزات ناموفق انتخاباتی در انتخابات‌های اروپایی و پارلمانی بریتانیا، در سال ۱۹۹۹ از جنوب شرق انگلستان به عضویت در پارلمان اروپا انتخاب شد. او در سال‌های ۲۰۰۴، ۲۰۰۹ و ۲۰۱۴ مجدداً به این سمت انتخاب شد. فراژ تا زمان خروج بریتانیا از اتحادیه اروپا عضو پارلمان اروپا بود.

## سابقه سیاسی

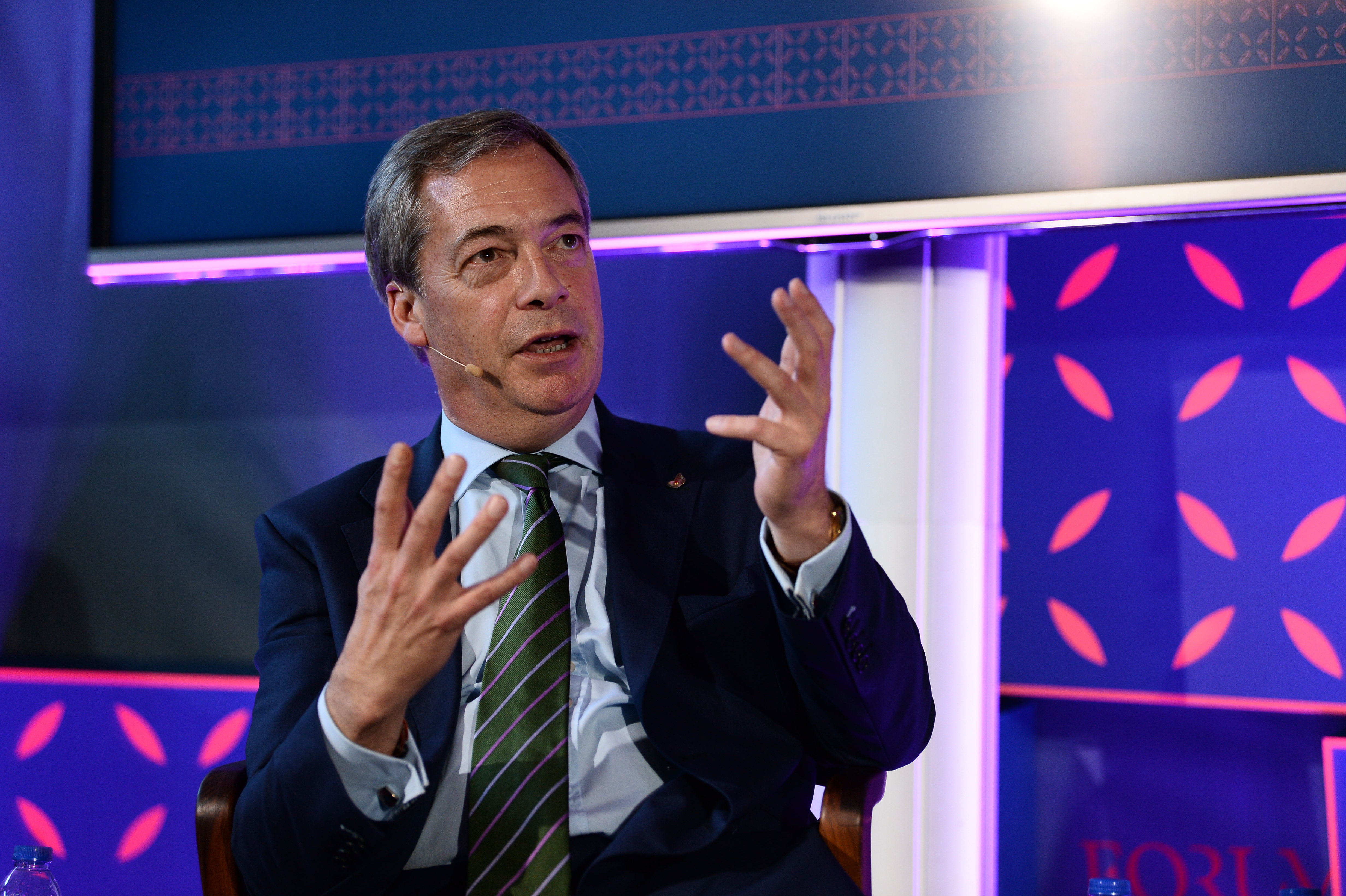
نایجل فراژ درحال مناظره

فراژ در سال ۲۰۰۶ به رهبری یوکیپ رسید و این حزب را در انتخابات ۲۰۰۹ پارلمان اروپا که با کسب بیش از ۲ میلیون رای در جایگاه دومین حزب از نظر آرا قرار گرفت و احزاب کارگر و لیبرال دمکرات را شکست داد، هدایت کرد. او در نوامبر ۲۰۰۹ برای تمرکز بر رقابت بر سر کرسی رئیس مجلس عوام در انتخابات سراسری سال ۲۰۱۰ از رهبری یوکیپ کناره‌گیری کرد. او در این انتخابات سوم شد. او در سال ۲۰۱۰ در رقابت بر سر رهبری یوکیپ پیروز شد.
در انتخابات پارلمانی سال ۲۰۱۵ که برای تعیین ۶۵۰ نماینده مجلس عوام بریتانیا برگزار شد، حزب استقلال پادشاهی متحد با کسب بیش از ۳٫۸ میلیون رأی، حزب لیبرال دمکرات بریتانیا را پشت سر گذاشت و از لحاظ آرای مردمی در جایگاه سومین حزب بریتانیا قرار گرفت. اما به دلیل نظام نخست‌نفری انتخابات مجلس عوام بریتانیا، فقط یکی از نامزدهای این حزب به مجلس عوام راه یافت. راهیابی فقط یک نفر از اعضای حزب استقلال پادشاهی متحد به مجلس عوام سبب شد که نایجل فراژ از سمت خود به عنوان رهبر این حزب کناره‌گیری کند. ولی استعفای او پذیرفته نشد. در سال ۲۰۱۶، فراژ از هواداران برجسته خروج بریتانیا از اتحادیه اروپا در همه‌پرسی‌ای بود که رأی‌دهندگان در آن به این خروج رأی دادند. فراژ در ۴ ژوئیهٔ ۲۰۱۶ دوباره از رهبری حزب استعفا کرد که این بار پذیرفته شد.

## دیدگاه
فاراژ معتقد است سرویس سلامت همگانی نباید خصوصی شود اما شهروندان مرفه‌تر باید بیشتر از بیمه‌های خصوصی استفاده نمایند، تا فشار بر مالیات‌دهندگان کمتر شود. او همچنین معتقد است که باید روند مهاجرت به بریتانیا محدود شود. فاراژ از «پدران» برگزیت بوده و خواهان خروج بریتانیا از اتحادیه اروپا است.